# Султанай (Башкортостан)
Султанай (баш. Солтанай) — деревня в Евбулякском сельсовете Аскинского района Республики Башкортостан России.

## Географическое положение
Расстояние до:
- районного центра (Аскино): 9 км,
- центра сельсовета (Евбуляк): 5 км,
- ближайшей железнодорожной станции (Куеда): 117 км.

## Население
| 2002 | 2009 | 2010 |
| ---- | ---- | ---- |
| 237  | ↗290 | ↘243 |

## Религия
В деревне есть мечеть.